# Джон Філд
Джон Філд (англ. John Field, 26 липня 1782, Дублін — 11 (23) січня 1837, Москва) — ірландський композитор і піаніст. Значну частину життя провів у Росії.

## Біографія
Народився в сім'ї музикантів у Дубліні. Навчався під керівництвом батька і діда, пізніше став учнем і жив у італійського маестро Томмазо Джордані, а з 1793 року — у Муціо Клементі в Лондоні. У період навчання працював продавцем-демонстратором у фортепіанній майстерні Клементі.
У лютому 1799 року успішно виступив з фортепіанним концертом в Королівському театрі. 1802 року Клементі організував для Філда європейське турне. Філд виступив в Парижі, потім — в Відні, а 1803 року Клементі й Філд прибули в Санкт-Петербург.
Після концертів у Санкт-Петербурзі Філд вирішив не повертатися і залишитися жити в Росії. Там став популярним композитором і виконавцем: з 1804 року регулярно виступав з концертами в Санкт-петербурзькій філармонії, з 1805 — в інших містах імперії. Учнями Філда стали О. Дюбюк, М. Глинка, О. Верстовський, О. Гурільов та ін.
У 1832—1835 роках зробив велике турне по Європі. Виступав у Лондоні, Парижі, Брюсселі, Ліоні, Мілані та інших містах. У той же час його здоров'я стало погіршуватися. У 1835 році повернувся до Москви, де помер 11 січня (23 січня за старим стилем) 1837 року. Похований на Введенському кладовищі Москви.

## Творчість
Джон Філд вважається основоположником жанру фортепіанного ноктюрну. Якщо у XVIII — на початку XIX століть ноктюрном називали близький до касації та інструментальної серенади музичний твір для духових інструментів, то саме Джон Філд створив ноктюрн як жанр фортепіанної музики.
Крім великої кількості фортепіанних п'єс, у число яких входять 18 ноктюрнів, кілька сонат, варіації, фантазії, рондо і фуги. Філд написав також сім концертів для фортепіано з оркестром.
Сучасникам був насамперед відомий як піаніст-віртуоз, зокрема у Брокгауза і Ефрона згадується як «знаменитий піаніст, учень Клементі». Як композитор був оцінений пізніше.